# Cyana rufeola
Cyana rufeola is een vlinder uit de familie spinneruilen (Erebidae), onderfamilie beervlinders (Arctiinae). De wetenschappelijke naam van de soort is voor het eerst geldig gepubliceerd in 2010 door Karisch & Dall'Asta.
Deze nachtvlinder komt voor in tropisch Afrika.